# کاتامارشویک
کاتامارشویک (به سوئدی: Katthammarsvik) یک بندر در سوئد است که در بخش گوتلند واقع شده‌است. کاتامارشویک ۰٫۷۰ کیلومتر مربع مساحت و ۱۷۶ نفر جمعیت دارد.